# Các tòa nhà phong cách kiến trúc hiện đại ở Berlin
Các tòa nhà phong cách kiến trúc hiện đại ở Berlin (tiếng Đức: Siedlungen der Berliner Moderne) là một di sản thế giới được UNESCO công nhận vào năm 2008 bao gồm 6 khu vực bất động sản là nhà ở xã hội. Chúng chủ yếu có niên đại từ Cộng hòa Weimar (1919-1933) khi thành phố Berlin đặc biệt tiến bộ về mặt xã hội, chính trị và văn hóa. Chúng là những ví dụ nổi bật của phong trào cải cách xây dựng góp phần cải thiện điều kiện sống và nhà ở cho những người thu nhập thấp, thể hiện sự sáng tạo về kiến trúc và quy hoạch đô thị. Các công trình này cũng cung cấp các ví dụ đặc biệt về các kiểu kiến trúc và đô thị mới, với các giải pháp thiết kế mới, cũng như các cải tiến về kỹ thuật và thẩm mỹ. Bruno Taut, Martin Wagner và Walter Gropius là vài trong số những kiến trúc sư hàng đầu của những dự án này có ảnh hưởng đáng kể đến sự phát triển của nhà ở trên khắp thế giới.

## Danh sách bất động sản nhà ở
| Bất động sản                                                        | Vị trí                                                           | Thời gian | Lập kế hoạch                                   | Kiến trúc sư                                                                           | Hình ảnh |
| ------------------------------------------------------------------- | ---------------------------------------------------------------- | --------- | ---------------------------------------------- | -------------------------------------------------------------------------------------- | -------- |
| Gartenstadt Falkenberg Tuschkastensiedlung ("Bất động sản Hộp sơn") | Bohnsdorf 52°24′39″B 13°34′0″Đ / 52,41083°B 13,56667°Đ           | 1913–1916 | Bruno Taut                                     | Bruno Taut Heinrich Tessenow                                                           |          |
| Siedlung Schillerpark                                               | Wedding 52°33′34″B 13°20′56″Đ / 52,55944°B 13,34889°Đ            | 1924–1930 | Bruno Taut                                     | Bruno Taut Max Taut Hans Hoffmann (mở rộng 1954-1959)                                  |          |
| Großsiedlung Britz Hufeisensiedlung ("Bất động sản Móng ngựa")      | Britz 52°26′54″B 13°27′0″Đ / 52,44833°B 13,45°Đ                  | 1925–1930 | Bruno Taut                                     | Bruno Taut Martin Wagner                                                               |          |
| Wohnstadt Carl Legien                                               | Prenzlauer Berg 52°32′47″B 13°26′1″Đ / 52,54639°B 13,43361°Đ     | 1928–1930 | Bruno Taut                                     | Bruno Taut Franz Hillinger                                                             |          |
| Weiße Stadt (Thành phố Trắng)                                       | Reinickendorf 52°34′10″B 13°21′3″Đ / 52,56944°B 13,35083°Đ       | 1929–1931 | Otto Rudolf Salvisberg Martin Wagner (chỉ huy) | Otto Rudolf Salvisberg Bruno Ahrends Wilhelm Büning                                    |          |
| Großsiedlung Siemensstadt Ringsiedlung                              | Charlottenburg-Nord 52°32′22″B 13°16′39″Đ / 52,53944°B 13,2775°Đ | 1929–1934 | Hans Scharoun Martin Wagner (chỉ huy)          | Hans Scharoun Walter Gropius Otto Bartning Fred Forbat Hugo Häring Paul Rudolf Henning |          |